# Dioxyde d'azote
Le dioxyde d'azote est un composé chimique de formule NO2. Concentré, il se présente comme un gaz brun-rouge toxique suffocant à l'odeur âcre et piquante caractéristique. C'est un précurseur de la production industrielle de l'acide nitrique HNO3 et un polluant majeur de l'atmosphère terrestre produit par les moteurs à combustion interne (à Diesel majoritairement) et les centrales thermiques ; il est responsable à ce titre du caractère eutrophisant et acidifiant des « pluies acides » non soufrées (le NO2 combiné à l'ozone troposphérique anthropique forme des nitrates très solubles dans l'eau). Il est aussi responsable de la présence d'acide nitrique (où ce dernier se forme par hydratation du NO2) :
3 NO2 + H2O → 2 HNO3 + NO.
En France, le plus faible niveau de concentrations annuelles mesurés sur les stations rurales nationales, jugés « sans pollution anthropique »  est de 1 µg/m3, et on admet « que la modification des équilibres chimiques dans l’atmosphère » (difficile à modéliser, s'il n'y avait pas d’émissions anthropiques) pourrait être de 3 µg/m3.

## Apparence
Pur, il présente une coloration brunâtre (vapeurs rutilantes) et une odeur douceâtre. C'est une des odeurs que l'on perçoit dans les rues polluées par la circulation automobile.

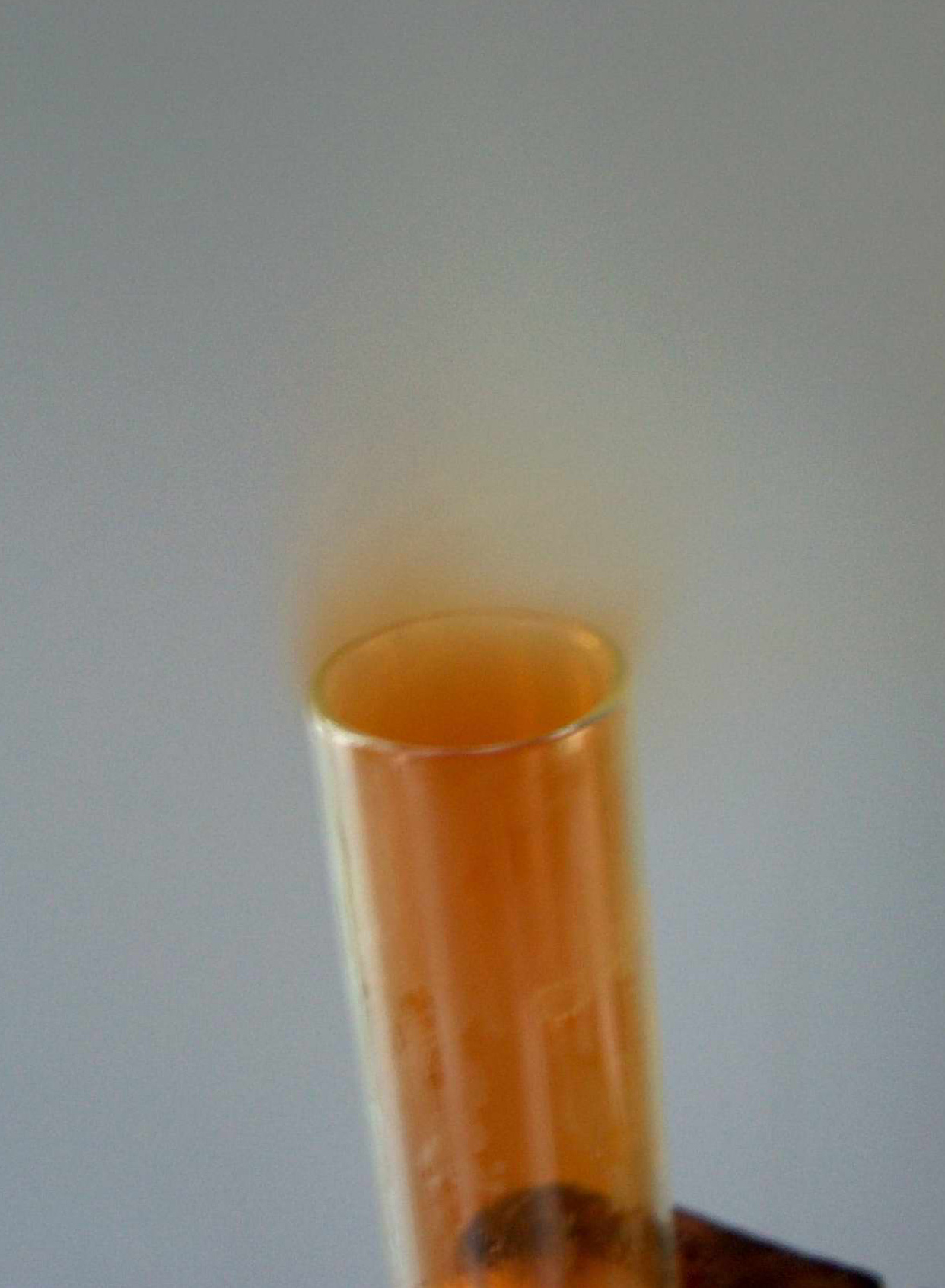
Dioxyde d'azote s'échappant d'un tube à essai.

## Structure
La structure plus stable de NO2 est O-N·-O avec un angle de 134 degrés et le point représentant cet électron célibataire sur l'atome d'azote, et des tirets entre les deux N-O en plus de l'existence de la liaison « normale » N-O.
Les charges formelles seraient plus élevées que celles de la structure présentée ; sa présence sur l'atome d'azote est plus proche de la réalité, bien que tout ceci n'est qu'une question de densité de probabilité de présence de l'électron en cause. Il passe « plus de temps » sur l'azote que sur un des deux oxygènes.
Sa structure radicalaire le rend très réactif vis-à-vis des molécules organiques.

## Équilibre monomère-dimère
Ce gaz a un équilibre permanent, mais dépendant des conditions de température et de pression, avec son dimère, le peroxyde d'azote N2O4 :
2 NO2  {\displaystyle \rightleftharpoons }  N2O4 : ΔH = −57,23 kJ/mol.
Cette dimérisation, exothermique, est favorisée à basses températures. Le peroxyde d'azote N2O4, corps diamagnétique incolore, peut être obtenu en un solide fondant à −11,2 °C. Et il se retransforme réversiblement en NO2, le monomère paramagnétique coloré, en une réaction endothermique à plus hautes températures.

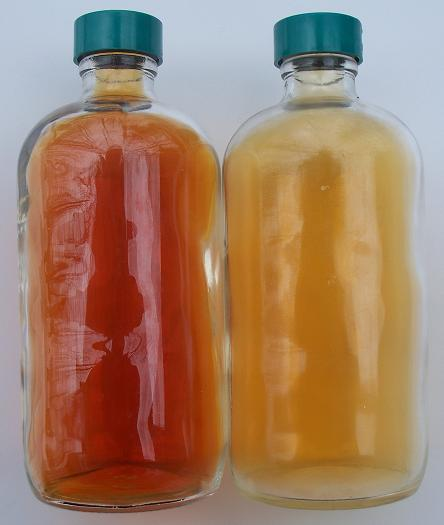
Ces deux bouteilles ont été remplies d'une même quantité de dioxyde d'azote gazeux, puis portées à des températures différentes (à droite, la température la plus basse).

## Agent polluant

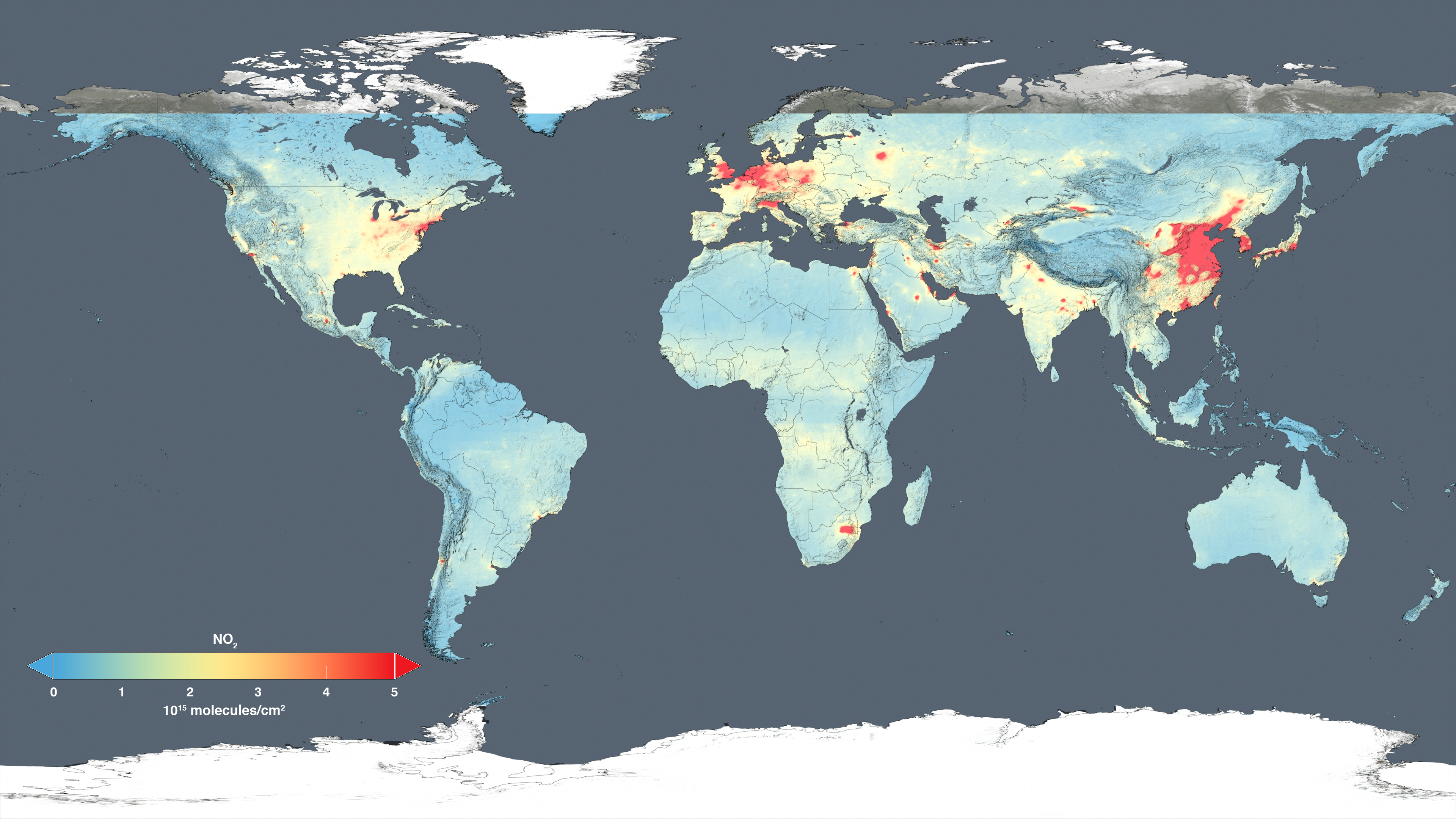
Comme pour le et le CH4, les émissions de NO2 sont principalement faites dans l'hémisphère nord.

L'électron non-apparié du dioxyde d'azote en fait un oxydant et un poison violent : son inhalation donne une réaction instantanée avec l'eau de la muqueuse interne des poumons, conduisant à la production d'acide nitrique.
Constamment émis par la plupart des véhicules, des centrales électriques thermiques à combustible (charbon, principalement) et des activités industrielles, le dioxyde d'azote est aussi un précurseur d'autres polluants, notamment d'ozone troposphérique (polluant en hausse dans toute l'Europe, malgré les efforts entrepris) et de nitrates, ces derniers étant à l'origine de pluies acides et, par suite, d'une acidification et d'une eutrophisation des eaux douces.

### Évolutions locale et mondiale
Des années 1960 à 2002, les taux de NOx et d'ozone, mesurés dans les basses couches de la troposphère (là où nous respirons) ont suivi des courbes comparables, proches de la courbe d'augmentation du transport routier, traduisant l'inefficacité des pots catalytiques à froid, et une pollution par une grande partie des moteurs diesel, cachée par les fabricants, jusqu'au scandale de l'affaire Volkswagen (Dieselgate), aggravée par l'augmentation constante du nombre de véhicules.
Notamment parce qu'il s'agit d'un précurseur de l'ozone troposphérique, il est apparu intéressant de le mesurer dans la colonne d'air plus en hauteur, ce qui était longtemps difficile et couteux (préleveurs aéroportés, ballons, etc.). Puis des satellites ont été dotés de capteurs permettant de le mesurer de plus en plus précisément.
La NASA a en 2017 produit des cartes satellitaires mondiales en haute résolution sur la qualité de l'air de 2005 à 2014, permettant un suivi plus précis de ce paramètre dans l'espace et dans le temps, dans diverses régions et 195 villes du monde[réf. incomplète]. Il montre que les évolutions récentes de concentration de la plupart des polluants et en particulier du NO2 « ne sont pas aléatoires » et « quand les gouvernements décident de construire quelque part ou de règlementer un polluant », l'effet est visible par les satellites. Le dioxyde d'azote a été observé, qui contribue grandement au smog urbain. Les hot-spots de pollution par le NO2 sont presque situés dans les régions industrielles ainsi que dans et autour des grandes villes de pays développés et en développement. La NASA étudie les tendances annuelles du NO2 dans le monde et cherche à les expliquer en comparant les enregistrements satellitaires aux informations sur les émissions des pays et les réglementations en matière de contrôle des émissions, de produit intérieur brut national et de croissance urbaine. Des études et cartes antérieures basées sur les données de satellites à faible résolution ne repéraient pas les variations sur de courtes distances. Cette carte montre des informations plus cohérentes sur la localisation des problèmes et sources de pollution, et peuvent aider les pays émergents ou les régions ne disposant pas (ou peu) de stations de surveillance de l’air au sol. Les tendances varient beaucoup selon la région considérée.
- Les États-Unis et l'Europe sont encore parmi les plus gros émetteurs de NO2, mais ont aussi enregistré les réductions les plus spectaculaires de 2005 à 2014 (en partie en exportant leur industrie vers des pays émergents à main-d’œuvre moins chère) ; le NO2 a diminué de 20 à 50 % aux États-Unis et jusqu'à 50 % en Europe de l’Ouest, en grande partie grâce aux réglementations environnementales qui ont poussé certaines améliorations technologiques permettant de réduire les émissions polluantes des voitures et des centrales électriques.
- En Chine (l’« usine du monde », encore en pleine croissance), le pays a au contraire augmenté de 20 à 50 % ses émissions de dioxyde d'azote, principalement dans les plaines du nord. Mais trois conurbations — Beijing (Pékin), Shanghai et le delta de la rivière des Perles — ont vu leurs émissions diminuer jusqu'à 40 %.
- En Afrique, Johannesbourg et Pretoria émettent le plus de NO2 dans tout l'hémisphère sud, mais la carte des tendances à haute résolution montre une situation complexe avec des responsabilités partagées entre les villes et centrales électriques et les zones industrielles voisines, qui expliquent des études antérieures apparemment contradictoires dans cette région note Anne Thompson, co-auteur de l’étude.
- Au Moyen-Orient, l'augmentation des niveaux de dioxyde d'azote depuis 2005 en Irak, au Koweït et en Iran correspond probablement à la croissance économique de ces pays. Lors des guerres (en Syrie à partir de 2011) les images satellitaires montrent une forte baisse des taux de dioxyde d'azote, probablement à la suite de la baisse de l'activité économique et aux déplacements de millions de personnes)[16].

### Valeurs seuil
Dans ses lignes directrices relatives à la qualité de l'air, l'OMS proposait les lignes directrices suivantes pour NO2 :
- 40 μg/m3 moyenne annuelle ;
- 200 μg/m3 moyenne horaire.

Ces valeurs étaient analogues à celles fixées en France par le code de l’environnement :
- 40 μg/m3 en moyenne annuelle civile (objectif de qualité) ;
- 200 μg/m3 en moyenne horaire (seuil d'information et de recommandation).

Mais en 2021, l'OMS a revu ces lignes directrices, sur la base de la considération d'une meilleure connaissance des effets sanitaires de ce polluant atmosphérique :
- 10 μg/m3 en moyenne annuelle civile ;
- 25 μg/m3 en moyenne quotidienne ;
- 60 μg/m3 en pic saisonnier.

### Mesures
Pour ces raisons, le NO2 est l'un des facteurs (« sous-indice ») généralement pris en compte dans le calcul des indices de qualité de l'air (indice Atmo en France par exemple). Selon le Certu (2005), « vis-à-vis de la pollution chronique le polluant qui actuellement est le moins bien maîtrisé est le dioxyde d’azote » ; « De plus la baisse du NO2 n’est pas proportionnelle à la baisse des polluants primaires ». Il s'ajoute à une production naturelle de NO2, lors des incendies de forêt et dans les nuages et la moyenne troposphère en cas d'activité orageuse.
En tant que « polluant toxique » et parce qu'il est de plus en plus présent dans l'air (il est notamment devenu l'un des polluants majeurs à Paris), le dioxyde d'azote fait l'objet d'un suivi obligatoire par les observatoires de la pollution de l'air, par des capteurs actifs ou dans le cadre de réseaux de surveillance par des échantillonneurs passifs et il est réglementé par la Directive européenne CEE no 85-203 et le décret du 25 octobre 1991.
En France, sa valeur limite horaire est de 200 µg/m3, fréquemment dépassée dans les grandes villes et près des grands axes routiers ou aéroports en l'absence de vent ou de circulation de l'air.
Le Laboratoire central de la préfecture de police considère le monoxyde d'azote NO comme « un très bon indicateur de la pollution d'origine automobile, compte tenu de la part croissante des véhicules à moteur diesel dans le parc français » mais que « les mesures de restriction de circulation éventuelles auraient un effet plutôt réduit sur les teneurs en NO2 ». Les moteurs Diesel comptent en effet parmi les premières sources d'émission de ce gaz. Les cartes satellitaires de la pollution par NO2 montrent trois foyers principaux comme sources, mais aussi que les routes des navires de commerce et de guerre sont tracées par le NO2, notamment en mer Rouge et dans l'océan Indien entre la pointe sud de l’Inde et l’Indonésie. Au-dessus de la mer, le taux d'UV est augmenté et les moteurs marins n'ont pas bénéficié des progrès de l'automobile. De plus, leur fioul est souvent de mauvaise qualité (plus riche en soufre et plus lourd). Dans les grandes villes de France, selon le CERTU, toute l'année « les seuils de recommandation ne sont pratiquement jamais atteints pour le NO2 », alors que les autres polluants présentent souvent des pics saisonniers.
En Europe, ce polluant, très associé à la circulation automobile, a lentement diminué dans l'air des années 1980 à la fin des années 1990, puis cette amélioration a cessé ou est devenue très légère. Si la circulation devait augmenter en Europe, la pollution par le NO2 pourrait à nouveau augmenter. Une jurisprudence européenne de 2014 (de la Cour de justice de l'Union européenne) confirme que le respect des valeurs limites de NO2 fixées par la directive européenne sur la qualité de l'air ambiant est une « obligation de résultat » pour les États membres.
Le charbon actif adsorbe très efficacement le dioxyde d'azote, tant qu'il n'est pas saturé, mais il est inenvisageable de l'utiliser pour épurer l'air des villes. Par contre toute limitation du nombre de voitures, de la circulation ou de la vitesse sur autoroute s'accompagne d'une diminution du NO2 (ainsi que des microparticules fines PM10).

## Évaluation des taux deNO2
Elle se fait grâce à des capteurs spécifiques que l'on cherche au moins depuis les années 2000 à améliorer, dont pour mieux mesurer ce gaz dans les moteurs thermiques, et/ou dans leur pot catalytique pour rétroactivement adapter le fonctionnement du moteur de manière à le rendre moins polluant, ce qui nécessite des capteurs en temps réel, plus performants, permettant une détection sélective et étant résistant aux hautes températures des gaz d'échappement,, pour, in fine, mieux réduire (dans le moteur) ou détruire (dans une nouvelle génération de pots catalytiques).

## Autre usage
Il a été utilisé au XIXe siècle pour la conservation de la viande.